# Arsen Kocojew
Arsen Kocojew (oset. Коцойты Арсен; ur. 15 stycznia 1872, zm. 4 lutego 1944 we Władykaukazie) – osetyjski pisarz oraz prozaik, jeden z twórców osetyjskiej prozy. Kocojew miał wielki wpływ na rozwój nowoczesnego języka osetyjskiego. 